# Île Moyenne
L'île Moyenne est située dans l'océan Indien et fait partie de l'archipel des Seychelles. D'une superficie de 0,091 km² (soit 9,1 hectares), le britannique Brendon Grimshaw (d)  en a été le dernier propriétaire et seul résident permanent de 1962 jusqu'à son décès en 2012.

## Géographie
L’île Moyenne est située dans l’océan Indien, au large des côtes de l'île de Mahé et à côté de l'île Sainte Anne. Âgée d'environ 600 000 000 années, elle fait partie avec les Seychelles des restes du sommet des montagnes du Gondwana. 
Elle comprend une île granitique avec un grand banc de sable, un chemin qui en fait le tour, une chapelle jouxtée de quatre tombes : celles de Brendon Grimshaw et de son père, les deux autres étant celles de pirates inconnus. À côté des ruines de la maison de Brendon Grimshaw, se trouve un musée de deux pièces exposant essentiellement des coquillages et des explications sur l'île, sa faune et sa flore.

## Historique des propriétaires
L'île Moyenne n'est habitée que depuis 1850. Sur une plaque située dans la chapelle, on peut lire la liste des propriétaires successifs :
- 1850-1892 : Melidor Louange et Julie Chiffon
- 1892-1899 : M. Alfred D. Emmerez de Charmoy
- mars 1899 : M. J. Harold Law Baty
- 1899-1919 : Mlle Emma Wardlaw Best
- 1914-1920 : M. et Mme  E. E. Houreau (partie)
- 1914-1917 : Alice de la Fontaine (partie)
- 1919-1920 : Mlle M. J. Palket
- 1920-1926 : Capitaine Raymond Parcou
- 1926-1946 : Marie L. G. de Sylva
- 1946-1962 : Philippe Georges
- 1962-2012 : Brendon Grimshaw

Une fondation a été créée en 1998 pour qu'après la mort de Brendon Grimshaw (intervenue en 2012 à l'âge de 84 ans) pour la préservation de l'écosystème, le souhait de Brendon Grimshaw étant que cette île soit ouverte à tous après son décès.
L’île Moyenne est rattachée, en 2008, au parc national marin de Sainte Anne, créé en 1973, qui fut la première aire marine protégée de l’Océan indien ; il regroupe huit îles.

## Son habitant
Cette île a abrité un seul habitant entre 1962 et 2012 : Brendon Grimshaw qui l'a acquise moyennant une somme de 8 000 ou 10 000 livres. Il en était le seul habitant. Avec le Seychellois René-Antoine Lafortune, il y a replanté 16 000 arbres dont nombres d'espèces endémiques des Seychelles, élevé des dizaines de tortues géantes, des chiens et nourri nombres d'oiseaux sauvages qui, en période de pluie, ont du mal à trouver leur subsistance. Il a refusé plus tard une offre d'investisseurs de 50 000 000 de dollars.
Il y recevait tous les touristes avec beaucoup de gentillesse et prodiguait nombre d'explications sur l'histoire et l'écosystème de l'île. Il a raconté sa vie sur l'île dans un livre intitulé A Grain of sand qui a donné naissance à un film documentaire de même titre.

## Légendes
L'île comporte nombre de légendes dont de fantômes (celui qui lui a valu aussi le surnom de Ghosts Island) et de trésors de pirates dont celui de La Buse. Il s'y dit qu'y serait caché un trésor de 30 millions de livres sterling mais rien n'a jamais été trouvé à ce jour.